# Alfa globulin

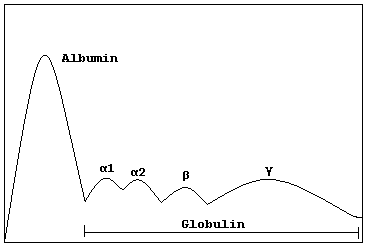
Schematické znázornění gelu pro elektroforézu proteinů

Alfa globuliny jsou skupina globulárních proteinů v plazmě, které jsou vysoce mobilní v alkalických nebo elektricky nabitých roztocích. Inhibují určité krevní proteázy a vykazují významnou inhibiční aktivitu.
Alfa globuliny mají typicky molekulovou hmotnost kolem 93 kDa.

## Příklady

### Alfa 1 Globulin
- a 1 -antitrypsin
- Alfa 1-antichymotrypsin
- Orosomucoid (kyselý glykoprotein )
- Sérový amyloid A
- Alfa 1-lipoprotein

### Alfa 2 Globulin
- Haptoglobin
- Globulin alfa-2u
- α 2-makroglobulin
- Ceruloplasmin
- Globulin vázající tyroxin
- Alfa 2-antiplazmin
- Protein C
- Alfa 2-lipoprotein
- Angiotensinogen
- Globulin vázající kortizol
- Protein vázající vitamin D